# Горостегюй, Шанталь
Шанталь Горостегюй (фр. Chantal Gorostegui, род. 20 января 1965, Пратс-де-Молло-ла-Прест) — французская профессиональная велогонщица. Чемпионка Франции по шоссейному велоспорту в групповой гонке (1994). Горостегюй выступала преимущественно на шоссе и участвовала во многих национальных и международных соревнованиях в период примерно с конца 1980-х по 2000 год.

## Карьера
В 1987—1989 годах Горостегюй трижды подряд становилась победительницей французской однодневной гонки La Flèche Gasconne.
В 1994 году она выиграла чемпионат Франции по шоссейному велоспорту. В том же году Горостегюй выиграла однодневную гонку Route du Muscadet во Франции.
В последующие годы она одерживала победы на национальных многодневных гонках и их отдельных этапах: в частности, заняла 3-е место в Туре Лимузена (1995); на 2-м и 3-м этапах Тура де ла Дром (1996); на 6-м этапе гонки Semaine Cantalienne Féminine (1996); на 2-м этапе Тура Лимузена (и 2-е место в генеральной классификации) (1997); а также на 1-м этапе Тура Приморской Шаранты.
В 1998 году она выступала за французскую команду Ebly (FRA), в 1999 — за литовскую команду Entente Panevezys — Casteljaloux (LTU), а в 2000 — за французскую команду Féminin 24.

## Достижения
1987
Ла Флеш Гасконь
1998
Ла Флеш Гасконь
3-й этап Тура Тарн и Гаронны
1989
Ла Флеш Гасконь
Генеральная классификация
1-й и 2-й этапы
1991
2-й этап Ла Флеш Гасконь
1993
6-я на Хроно Наций
1994
 Чемпионка Франции — групповая гонка
Рут дю Мускаде
Челлендж Алавеса
1-й этап Анневиль-сюр-Си
1995
3-я в Туре Лимузена
1996
2-й и 3-й этапы Тура де ла Дром
1997
Ла Флеш Гасконь
2-я в генеральной классификации
1-й этап
Тур Лимузена
2-я в генеральной классификации
2-й этап
2000
1-й этап Тура Приморской Шаранты

### Статистика выступления наГранд-турах
| Гонка / Год         | 1994 | 1995 | 1996 | 1997 | 1998 | 1999 |
| ------------------- | ---- | ---- | ---- | ---- | ---- | ---- |
| Гранд Букль феминин | 49   | —    | —    | 65   | DNF  | 88   |
| Тур де л'Од феминин | 53   | 32   | —    | —    | 59   | —    |